# Сільськогосподарське страхування
Сільське господарство — одна з найдавніших, найважливіших і найбільш ризикованих галузей економіки. Економічний і природний процес відтворення безпосередньо пов’язані між собою. Сільське господарство перебуває у великій залежності від метеорологічних та інших природних умов потребує страхового захисту.

## Об'єкти сільськогосподарського страхування
- будівлі, споруди, сільськогосподарська техніка, об'єкти незавершеного будівництва, перевальні пристрої, силові, робочі та інші машини, транспортні засоби, сировина, матеріали, продукція;
- врожай сільськогосподарських культур і багаторічних насаджень плодоносного віку;
- сільськогосподарські тварини, птиця, кролі, хутрові звірі, сім'ї бджіл у вуликах;
- дерева і плодово-ягідні кущі, виноградники.

На значну частину майна сільськогосподарських підприємств не поширюється обов’язкове страхування. Тому це майно може бути застраховано в добровільній формі, не залежно від форм власності господарства. У добровільній формі може бути застрахований урожай сільськогосподарських культур, багаторічних насаджень, будівлі, споруди, сільськогосподарська техніка, транспортні засоби інше.

## Суб'єкти обов'язкового страхування
1. страхувальник:

- державні сільськогосподарські підприємства;
- підприємства усіх форм власності.

1. страховик - юридична особа - резиденти України, які отримали у встановленому порядку ліцензію на проведення цього виду страхування.

## Об'єкти обов'язкового страхування
Майнові інтереси, що суперечать інтересам законодавства і пов'язані з неотриманням або недоотриманням врожаю сільськогосподарських культур і багаторічних насаджень державними сільськогосподарськими підприємствами, ті зернових культур і цукрових буряків сільськогосподарськими підприємствами усіх форм власності.

## Страхові ризики
Град, пожежа вимерзання, буря, злива зсув, повінь, сель, посуха, повне раптове знищення посівів карантинними шкідниками.
Страхова оцінка: визначається в розмірі вартості врожаю (середня врожайність з 1га за останні 5 років, за даними бухгалтерського обліку, помножена на ціну 1ц продукції, що склалася за минулий рік (або на заставну ціну), та на фактичну площу, з якої збиратиметься врожай.
СТРАХОВА СУМА: не може перевищувати 70% розрахованої страхової оцінки.